# V živo! (San Simon, 20. 8. 1997)
V živo! (San Simon, 20. 8. 1997) je album v živo skupine Faraoni. Album je bil posnet med koncertom ob 30. obletnici ustanovitve Faraonov, 20. avgusta 1997 v San Simonu. Album je izšel istega leta pri založbi ZKP RTV Slovenija.

## Seznam skladb
| Št. | Naslov                             | Pisec                                | Dolžina |
| --- | ---------------------------------- | ------------------------------------ | ------- |
| 1.  | „Ne bom pozabil na stare čase‟     | Enzo Hrovatin, Miša Čermak           | 4:22    |
| 2.  | „Prle‟                             | Marjan Malikovič                     | 3:28    |
| 3.  | „Figov list‟                       | Črtomir Janowsky, Tulio Furlanič     | 4:48    |
| 4.  | „Dolgčas in jaz‟                   | Ferdinand Maraž, Drago Mislej        | 3:53    |
| 5.  | „E tristemente‟                    | E. Hrovatin, L. Fiorencis            | 4:00    |
| 6.  | „V San Simonu‟                     | Zdenko Runjić, Nelfi Depangher       | 3:19    |
| 7.  | „Tu je moj dom‟                    | E. Hrovatin, N. Depangher, D. Mislej | 3:13    |
| 8.  | „Aiutami a dimenticare‟            | P. Pocecco                           | 3:35    |
| 9.  | „Pokliči me kdaj‟                  | E. Hrovatin, F. Maraž, D. Mislej     | 3:41    |
| 10. | „Ljubezen je + Božični zvon‟       | E. Hrovatin, M. Čermak, F. Maraž     | 4:14    |
| 11. | „Ti nisi sam‟                      | E. Hrovatin, M. Čermak               | 4:16    |
| 12. | „Mi ljudje smo kot morje‟          | E. Hrovatin, M. Čermak               | 3:52    |
| 13. | „Enkrat si na vrsti ti‟            | E. Hrovatin, D. Mislej               | 4:27    |
| 14. | „Jaz te nimam rad‟                 | E. Hrovatin, D. Mislej               | 4:44    |
| 15. | „Sem takšen (ker sem živ)‟         | F. Maraž, D. Mislej                  | 4:01    |
| 16. | „Kar je res, je res‟               | E. Hrovatin, D. Mislej               | 3:09    |
| 17. | „Ne bom pozabil na stare čase '97‟ | E. Hrovatin, M. Čermak               | 4:09    |

## Zasedba

### Faraoni
- Enzo Hrovatin – kitare, vokal
- Nelfi Depangher – bobni, vokal
- Piero Pocecco – bas kitara, vokal
- Ferdinand Maraž – klaviature, vokal
- Slavko Ivančić – vokal, kitara, klavir

### Gostje
- Marjan Malikovič – kitara, vokal
- Tulio Furlanič – vokal
- Claudio Krmac – vokal
- Stane Bakan – kitare
- Marino Legovič – vokal
- Edy Meola – sopran saksofon
- Dario Vatovec – tolkala